# (284984) Ikaunieks
(284984) Ikaunieks est un astéroïde de la ceinture principale.

## Description
(284984) Ikaunieks est un astéroïde de la ceinture principale. Il fut découvert le 12 avril 2010 à Baldone par Kazimieras Černis et Ilgmārs Eglītis. Il présente une orbite caractérisée par un demi-grand axe de 2,68 UA, une excentricité de 0,09 et une inclinaison de 8,9° par rapport à l'écliptique.

## Compléments